# Syndrome d'Achenbach

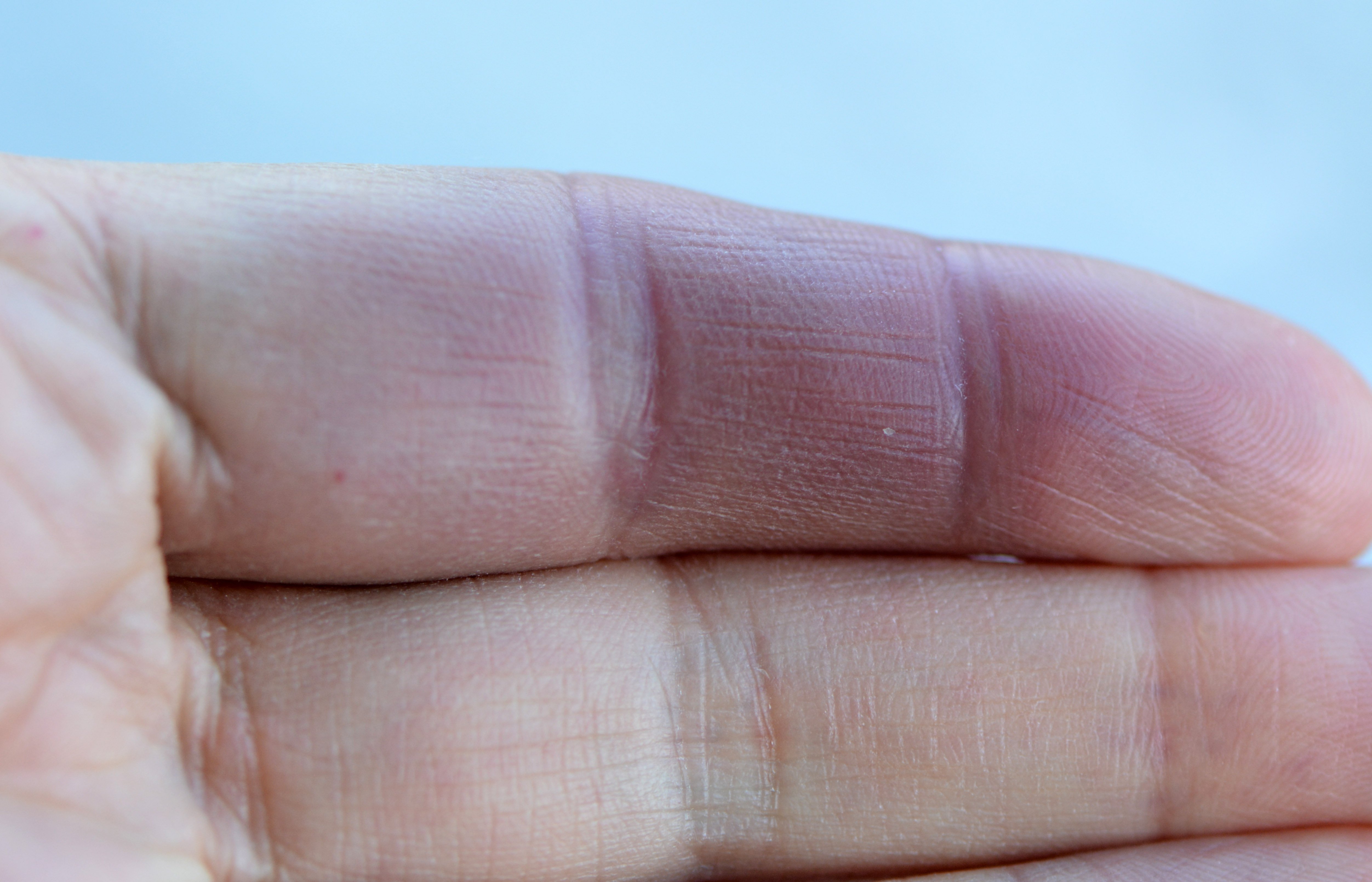
Hématome digital spontané paroxystique (ou syndrome d'Achenbach) ; il se forme le plus souvent sur la face interne du doigt et plutôt sous le majeur ou l'index au niveau des articulations de la première ou seconde phalange

Le syndrome d’Achenbach ou hématome digital spontané paroxystique (ou hématome digital paroxystique ou apoplexie digitale idiopathique, est une ecchymose (bleu) soudaine d'un ou de plusieurs doigts de main [ou orteil(s)] se formant par rupture d'une veine. Parfois les bleus se forment dans la paume de la main. 

## Histoire
Cette affection autrefois présentée à tort comme maladie rare (parce que peu repérée et étudiée) a été décrite pour la première fois en 1955 par Walter Achenbach.

## Description
Le bleu (une lésion d’apparence purpurique ou un léger hématome) se forme brutalement et spontanément ou après un traumatisme minime qui aurait dû être sans conséquences. 
Son apparition est souvent précédée d'une sensation de douleur ou de brûlure. Sa résolution est spontanée.  
Les doigts statistiquement les plus touchés sont le majeur et l'index. C’est la face intérieure du doigt, au niveau de la 1re ou 2e phalange qui est le plus souvent affectée. (81,7 % des cas dans l’étude de Carpentier et al., alors que dans cette même étude dans 11,3 % des cas seulement il s’agissait du dos du doigt et du côté dans 4,2 % des cas ; 100 % des patients ont signalé une douleur, 27,8 % un prurit et 47 ,6 % une sensation de brûlure) . 
L'ecchymose met environ 3 jours en moyenne pour se résorber.
Deux complications ont été signalées par ces patients : une  hypoesthésie transitoire chez 11,2 % de ces personnes et un doigt blanc (non lié au froid) dans 4,2 % des cas.
L'examen Doppler et la capillaroscopie sont généralement normaux, mais des anomalies mineures et non spécifiques ont été rapportées.

## Conséquences
Elles sont bénignes : l’hématome est généralement d'une douleur supportable, ou la douleur ne durera pas, mais une sensation de gonflement et une forte gêne sont possibles, ainsi qu'une douleur accrue quand le doigt doit être plié. Ceci peut être handicapant pour certaines activités manuelles. 
La résorption spontanée de l’hématome dure de quelques heures à 10/12 jours (selon son importance), le doigt passant alors par tout le spectre des teintes de la biligénie. 
C’est un phénomène dont la prévalence est mal estimée (voire sous-estimée, et toujours sans description épidémiologique selon Patrick H. Carpentier et ses collègues. 
Il survient plutôt après 50 ans, et 10 fois plus souvent chez des femmes que chez des hommes (12,4 % des femmes, et 1,2 % des hommes), mais en 2014, selon B. Sigha et al. (2015) moins de 40 cas avaient été rapportés par la littérature médicale avant 2014-2015 et moins de 100 cas en 2015 selon Carpentier et al..

## Étiologie (causes)
Les causes de cette maladie sont inconnues. Plusieurs hypothèses co-existent actuellement : 
- induction mécanique (microtraumatisme) : le bleu est spontané ou souvent discrètement induit mécaniquement, « par exemple par un phénomène de cisaillement lors du transport d'objets lourds » ;  Un traumatisme répété chronique pourrait être en cause (ex. : cycliste ayant toujours la main sur les freins de son vélo) ;
- prédisposition (de type vulnérabilité vasculaire localisée, pouvant être liée à l'âge) ;
- l'ergotamine a été évoquée car pouvant modifier le flux sanguin au niveau microvasculaire via ses propriétés vasospastiques[4]. Dans deux cas Kämpfen et al. ont constaté une réduction notable du débit sanguin (mesuré par artériographie), avec une amélioration après l'administration d’un vasodilatateur (dinitrate d'isosorbide)[7].

## Diagnostic différentiel
- acrosyndromes vasculaires[8] (liés à un trouble vasomoteur) : Maladie de Raynaud, Syndrome de Raynaud
- maladie de Willebrand
- hémophilie
- syndrome de l'orteil bleu ou syndrome du doigt bleu (ischémie microcirculatoire sévère à pouls conservés, très douloureuse (douleur de type de brûlure)
- ischémie digitale permanente sévère (doigt froid, algique et cyanique durant plusieurs heures à plusieurs jours). La manœuvre d'Allen permet de confirmer le diagnostic d'artériopathie digitale sur un ou plusieurs doigts) .
- érythermalgie (acrosyndrome vasculaire paroxystique se manifestant par des accès brutaux d’extrémités rouges, chaudes et douloureuses.
- syndrome de sensibilisation aux auto-érythrocytes
- dermatite artefacta

## Soins
Le patient réduit spontanément les mouvements du doigt concerné s'il est douloureux  (auto-limitation).
En cas de formation, non pas d’un bleu mais d’un véritable hématome, l'avis d'un médecin peut être nécessaire.
Le diagnostic doit permettre de rassurer le patient qui sait alors que la lésion est bénigne, ce pourquoi il ne serait pas nécessaire de « multiplier les explorations complémentaires onéreuses et inutiles »[réf. nécessaire].